# Tumidochelia dentifera
Tumidochelia dentifera is een naaldkreeftjessoort uit de familie van de Colletteidae. De wetenschappelijke naam van de soort is voor het eerst geldig gepubliceerd in 1899 door Sars.